# Polski Przegląd Fotograficzny
Polski Przegląd Fotograficzny – polski ilustrowany miesięcznik o tematyce fotograficznej, wydawany w Poznaniu, w latach 1925-1930.

## Historia
Polski Przegląd Fotograficzny był wydawnictwem ukazującym się staraniem Towarzystwa Miłośników Fotografii w Poznaniu – będącym jednocześnie agendą stowarzyszenia. Czasopismo przede wszystkim było związane tematycznie z fotografią amatorską, fotografią artystyczną oraz fotografią naukową.
Wydawcą Polskiego Przeglądu Fotograficznego był Kazimierz Greger, pierwszym redaktorem prowadzącym pisma był Zdzisław Tranda. Od stycznia 1928 roku skład redakcji stanowili Władysław Andrzejewski (redaktor prowadzący) oraz Tadeusz Cyprian (redaktor).
Zawartość czasopisma stanowiły aktualne wiadomości fotograficzne, w dużej części wiadomości o pracach poznańskiego Towarzystwa Miłośników Fotografii oraz ilustrowane artykuły o fotografii, estetyce w fotografii, artykuły poświęcone technice i chemii fotograficznej. Czasopismo miało stałe rubryki – m.in. Z życia Towarzystwa Miłośników Fotografji w Poznaniu, Przegląd pism krajowych, Przegląd prasy zagranicznej, Nasze ilustracje, Kącik krytyczny (analizujący wartość artystyczną nadsyłanych fotografii). W miesięczniku pojawiało się wiele artykułów informujących o artystycznej działalności fotograficznej – wystawach, konkursach fotograficznych. Publikowano wiele fotografii znanych artystów fotografów oraz mniej znanych amatorów sztuki fotograficznej. Pokaźną część Polskiego Przeglądu Fotograficznego poświęcono reklamom związanych z fotografią oraz dziedzinami pokrewnymi.
Ostatni numer Polskiego Przeglądu Fotograficznego ukazał się w 1930 roku.